# Gergely Karácsony
Gergely Karácsony (Fehérgyarmat, 11 de juny de 1975) és un polític hongarès. Va ser membre del partit polític ecologista Lehet más a politika (LMP), que va deixar el 2013 per a cofundar Párbeszéd Magyarországért Párt (PM), una formació ecologista de centreesquerra. Ha estat membre de l'Assemblea nacional hongaresa entre 2010 i 2014, alcalde del districte 14 de Budapest del 2014 al 2019 i és alcalde principal de Budapest des d'octubre de 2019.

## Biografia
Gergely Karácsony va estudiar Sociologia a la Universitat Eötvös Loránd de Budapest del 1995 al 2000, després va treballar a l'empresa d'opinió i investigació de mercat Medián. Entre 2002 i 2008 va ser consultant polític a l'Oficina del Primer ministre d'Hongria. Paral·lelament, va ensenyar a l'Institut de Ciències Polítiques de la Universitat Corvinus de Budapest. La seva recerca se centra en el comportament i les campanyes electorals, l'opinió política i els sistemes electorals.
El 2009, Karácsony es va unir al nou partit ecologista anomenat LMP i es va presentar a les eleccions legislatives de 2010, en què va ser elegit. Després va assumir la presidència del grup parlamentari del partit, juntament amb Benedek Jávor i Tímea Szabó .
Abans de les eleccions legislatives de 2014, va mostrar el seu desacord amb l'LMP, que havia rebutjat propostes de cooperació amb altres partits de l'oposició. Amb Benedek Jávor i Timea Szabó va fundar el PM, que es va unir a l'Aliança de centreesquerra Összefogás de cara a les eleccions legislatives. Es va presentar el districte 16 de Budapest, però va ser derrotat per Kristóf Szatmáry del Fidesz. Durant les eleccions municipals del 2014 va ser escollit alcalde del districte 14 de Budapest.
Va ser el cap de llista de la coalició que va agrupar el PM, i el Partit Socialista Hongarès (MSZP) a les eleccions legislatives hongareses de 2018. La coalició va quedar tercera (11,9%), darrere del Moviment per a una Hongria Millor (Jobbik) (19,1%) i el Fidesz de Viktor Orbán (49,3%). Electe parlamentari, Karácsony va renunciar al seu mandat per dedicar-se a la seva funció d'alcalde de districte.
A les eleccions municipals del 2019 a Budapest va ser nomenat candidat comú de l'oposició després de dues eleccions primàries. La seva campanya va comptar amb el suport i el finançament d'una àmplia coordinació electoral que incloïa el PM, el Partit Socialista Hongarès, Momentum Mozgalom, Demokratikus Koalíció i l'LMP. Després de la votació, amb el 50,86% del participació, va ser elegit contra l'alcalde sortint István Tarlós, recolzat per Fidesz i el Partit Popular Democristià. El partit d'extrema dreta Jobbik i el partit satíric Magyar Kétfarkú Kutya Párt no havien presentat candidatures.
El maig de 2021, sis partits de l'oposició van formar una coalició contra Fidesz i Viktor Orbán per a les eleccions nacionals de 2022. Karácsony es va presentar com a candidat a primer ministre en representació dels partits PM, MSZP i LMP a les eleccions primàries del 2021. Arribant segon a la primera volta, es va retirar en favor de Péter Márki-Zay.